# 中俄国际列车劫案

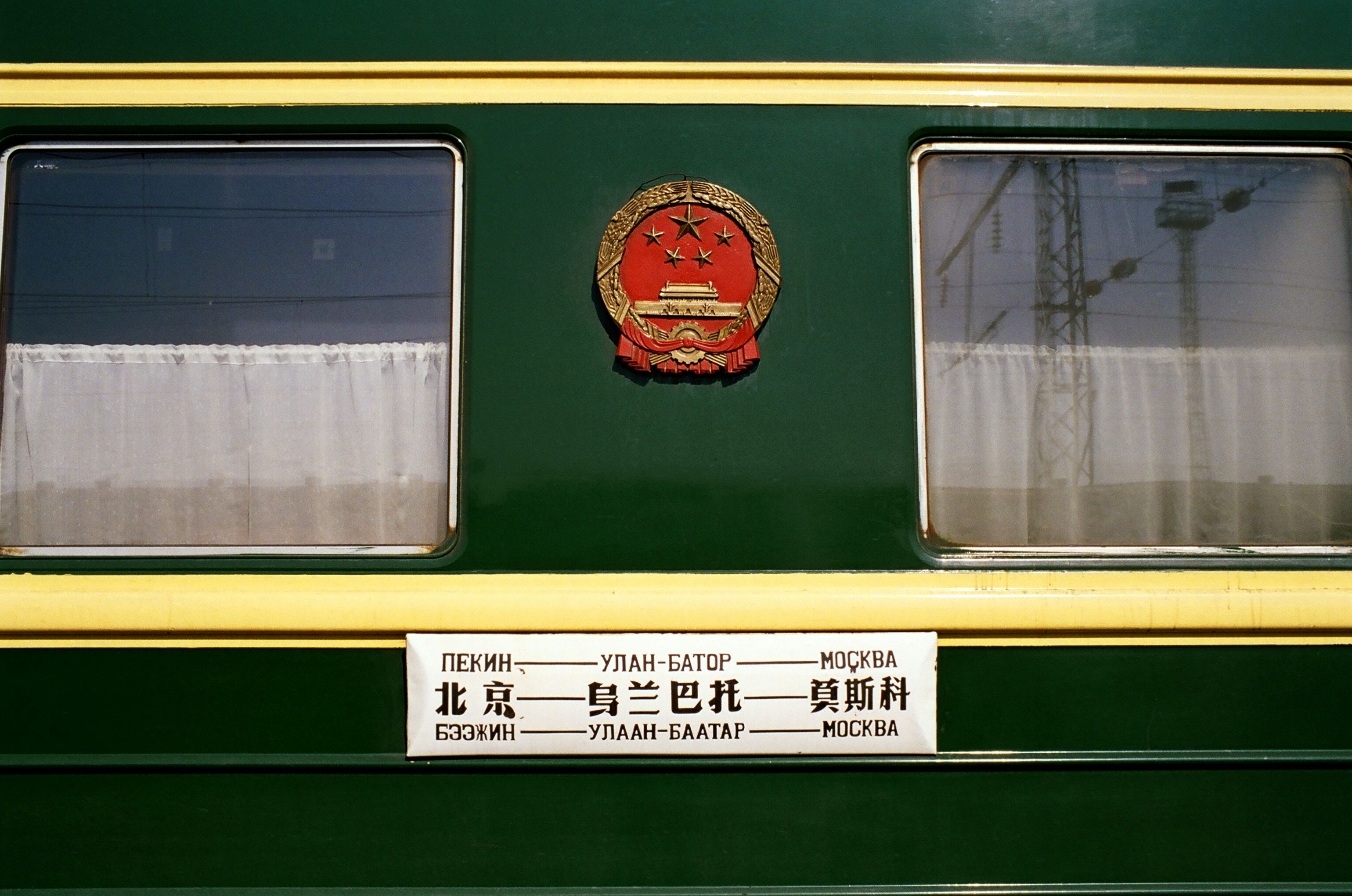
K3/4次列车

中俄国际列车劫案，指二十世纪九十年代初，中國與俄羅斯通行的國際聯運列车上的一連串劫車案。其中最严重要數1993年5月26日北京至莫斯科的K3/4次国际列车劫案，此案常被誤認作“中俄国际列车大劫案”，其实僅是其中最具代表性一例；此趟列车在俄罗斯行程四天，遭多伙劫匪洗劫共达五轮。

## 历史
北京至乌兰巴托、莫斯科的K3/4次列车，途经中、蒙、俄三国，从1960年开始运行，是中华人民共和国成立后开行的第一趟涉外列车，从二连浩特出境，全程7818公里。1989年戈尔巴乔夫访华后，中苏关系日渐正常化，而苏联解体后缺乏轻工业产品的俄罗斯对中国商品的大量需求，刺激了中俄边贸的发展。当时由于缺少发货渠道，北京到莫斯科的K3/4次国际列车，成为最重要的货物通道。冷清的K3/4次国际列车几乎成了中苏贸易的专列。跑一趟俄罗斯就变成“万元户”，巨大的诱惑使大批“国际倒爷”上了这趟国际列车。这趟列车从北京站始发，北京倒爷占大多数，他们中的大多数没有“正当职业”，或者是刑满释放的两劳人员。这些欠下赌债的倒爷，很快发现国际列车的一个漏洞。依边境协议，中国乘警在二连浩特列车出境的时候下车。蒙古的警察却不上车执勤，而且他们不大爱管中国人的内部事情。从中国出境到莫斯科这6天6夜，没有警察执勤。列车上除了北京倒爷，还有一些福建、上海倒爷，以及组织偷渡出国的浙江蛇头。北京倒爷盯上南方倒爷和浙江蛇头，他们先是在列车小偷小摸，后来发展成抢劫。从1993年开始，他们手持瓦斯枪、砍刀，疯狂抢劫、强奸、血洗国际列车。最终，发展成以牛顿、苗炳林、赵金华、朱兴金为首的四大抢劫团伙。

## 案情
- “3·10轮奸案”。1993年3月10日，江苏南京某单位女工会干部高艳出访莫斯科。在6天6夜的旅途中，这位江南女子先后被10名劫匪集体轮奸了三次而无人相助。后经查明，主犯是北京倒爷贾小明。

- “4·26轮奸案”。1993年4月26日，一位从南方某省停薪留职的女记者刚出莫斯科车站，便被一伙中国劫匪挟持轮奸。

- “5·26特大抢劫、强奸案”。1993年5月26日到31日，北京至莫斯科K3次国际列车驶出国门后，先后遭到四个抢劫团伙的劫掠。四伙劫匪手持瓦斯枪、匕首、电棍，抢劫20多名中国旅客的护照和钱财，强奸、轮奸3名妇女，打伤、刺伤多人。被抢劫的金额达7000多美元，另有几十万卢布和大量的人民币及金首饰等财物。媒体多以「中俄列车大劫案」笼统代称，是当年诸多劫案中案情最为复杂，影响最为恶劣的一起，也是中华人民共和国十大要案之一。[2]

## 宣判
1993年10月，中国警方捣毁多个犯罪团伙，抓获嫌犯七十多人，仍有少数逃脱，流窜欧洲一带。四大团伙及其他零散劫匪，共六十多人，经审理判罚，其中，三十一人被判无期徒刑以上刑罚（連死刑），十四人被判十年以上有期徒刑。同年10月，国际刑警发布红色通缉令，全球通缉其中一伙要员宗立勇。2011年6月25日，主犯之一的贾小明在桂林叠彩区因不熟识桂林话，身份暴露，被桂林警方逮捕。同年7月22日下午，化名“李勇”的宗立勇在中国北京首都国际机场T3航站楼的出境边检现场递交出境卡时，无意暴露真名，被捕归案。另一名参与中俄列车劫案的逃犯邵迅（彼时化名“林永海”）则于2011年8月28日在南宁青秀区五象广场被抓获。2012年5月18日，北京铁路运输中级法院宣判：贾小明犯抢劫罪，判处无期徒刑，剥夺政治权利终身，并处没收个人全部财产；犯强奸罪，判处有期徒刑15年，剥夺政治权利3年。两罪并罚，决定判处贾小明无期徒刑，剥夺政治权利终身，并处没收个人全部财产。

## 影视改编
- 1995年，峨眉电影制片厂联合嘉禾电影（香港）有限公司和新香港电影公司制作了根据本案侦破过程改编的电影《中国十大奇案之中俄列车大劫案》，剧本由参与案件侦破的北京铁路公安局警官艾安军编写。当时有意参与此项目的制片厂较多，最终确定由峨眉电影制片厂联合港方拍摄，由麥當傑导演、呂良偉主演。[3]
- 2012年，CCTV-12频道根据本案摄制了普法栏目剧《中俄列车大劫案》。
- 2018年中国大陆电视剧《莫斯科行动》亦基于本案创作。
- 2023年9月29日，由邱礼涛导演、韩三平与刘德华监制的中国大陆电影《93国际列车大劫案：莫斯科行动》公映，同样改编自本案。

## 轶事
从1990年代就到莫斯科工作的黄老四讲过，那时候K3國際列車上的确很乱，不过在北京可通过某种地下渠道，提前交付保护费，之后领取一盒特定的香烟摆在车厢桌子上可以避免遭遇抢劫，该香烟就是“翡翠山”。